# Herman van der Zandt
Herman van der Zandt (Breda, 9 augustus 1974) is een Nederlands journalist, nieuwslezer en presentator.

## Biografie
Van der Zandt groeide op in de Bredase wijk Boeimeer. Van zijn elfde tot dertiende maakte hij samen met zijn oudere broer programma's bij de Bredase ziekenomroep Studio Audio, onder meer het jongerenprogramma Zwamneus en Co. Na zijn studie geschiedenis aan de Universiteit Utrecht van 1993 tot 1998 kwam hij in 2001 in dienst bij NOS Nieuws.
Van der Zandt verwierf aanvankelijk bekendheid als lezer voor het NOS Radionieuws. Sinds de zomer van 2006 was hij ook presentator van het NOS Journaal. Hij zou daarbij ook af en toe invallen bij het NOS Journaal op 3, maar vanaf 2008 maakte hij deel uit van het vaste presentatieteam.
In 2010 viel hij een enkele keer in als presentator van NOS Langs de Lijn. Hij was van 2010 tot 2015 ook medepresentator en uitslagenanalist in rechtstreekse verkiezingsuitzendingen. Door zijn optreden in deze rol verwierf hij de bijnamen 'Touch Herman' en 'Herman de Schermman'. Hij was het gezicht van de Paralympische Zomerspelen en de Paralympische Winterspelen voor de NOS.
Bij de actie voor Giro 555 op 18 november 2013 (ten bate van slachtoffers van tyfoon Haiyan) presenteerde Van der Zandt de gehele dag live-uitzendingen op Nederland 1, vanaf het eerste ochtendjournaal om 6.30 uur tot het eind van de grote liveshow om 0.30 uur.
Op 12 december 2012 eindigde Van der Zandt als beste van de bekende Nederlanders bij het Groot Dictee der Nederlandse Taal. Hij maakte in totaal zeventien fouten in het dictee, dat geschreven was door Adriaan van Dis.
Voordat Van der Zandt landelijke bekendheid kreeg, was hij in 1998 al eens te zien als kandidaat in het quizprogramma Met het Mes op Tafel van Joost Prinsen. Ter vervanging van de tijdelijk verhinderde Joost Prinsen werd hij begin 2015 voor de rest van het seizoen de presentator van de quiz. Vanaf najaar 2015 nam Van der Zandt definitief het stokje van Prinsen over.
In het najaar van 2015 stapte Van der Zandt over van NOS Nieuws naar NOS Sport. Hij presenteerde daar NOS Studio Sport, NOS Langs de Lijn en Langs de Lijn En Omstreken. Voor het programma De Avondetappe zag Mart Smeets in van der Zandt een geschikte opvolger. Van der Zandt deed al in 2014 de presentaties voor de etappe van de volgende dag. Tijdens de Olympische Zomerspelen 2016 was hij een van de presentatoren van Rio Live, in de avond en nacht. Hij maakt ook een bekende wielerpodcast genaamd "Tweewielers".
In de aanloop naar de Tweede Kamerverkiezingen van 2021 werd hij door Xander van der Wulp en Marleen de Rooy van NOS Nieuws gevraagd mee te lopen in hun Rondje Binnenhof. Hierin beschrijven ze wekelijks de politieke gang van zaken rond het Binnenhof. Hij deed dit tot hij in het najaar van 2023 de NOS verliet, waarna Gerri Eickhof het van hem overnam.
In december 2022 werd hij aangewezen als medepresentator van de Top 2000 à Go-Go naast Leo Blokhuis, ter vervanging van de in november in opspraak geraakte Matthijs van Nieuwkerk.
In juli 2023 werd bekend dat Van der Zandt per oktober dat jaar ging vertrekken bij NOS, na daar 23 jaar in dienst te zijn geweest. Hij ging met ingang van 2024 aan de slag voor de KRO-NCRV.
in september 2023 werd bekend dat hij in 2025 het stokje overneemt van Philip Freriks als presentator van De Slimste Mens. Ook neemt hij vanaf 2024 het programma Het gevoel van de Vierdaagse over van Fons de Poel. Omdat KRO-NCRV niet toestond dat hij uitstapjes maakte naar andere omroepen, moest hij als gevolg daarvan ook stoppen met Met het Mes op Tafel. De presentatie daarvan wordt overgenomen door Sjoerd van Ramshorst. In het zomerseizoen van 2024 was hij zelf kandidaat bij De Slimste Mens. Hij was deelnemer in zes afleveringen, werd vijf keer de slimste van de dag en won de grande finale van Max Terpstra en Maartje van de Wetering.
In het 25e seizoen van De Slimste Mens (winter 2024/2025) was hij nogmaals kandidaat. Hij verloor in de kwartfinale van Donny Ronny.

## Persoonlijk
Van der Zandt heeft twee kinderen uit een eerder huwelijk. Hij heeft een relatie met Anna Gimbrère. Uit deze relatie heeft Van der Zandt één kind.